# Bahnhof Kirchweyhe
Der Bahnhof Kirchweyhe ist ein Bahnhof in der Gemeinde Weyhe im Landkreis Diepholz in Niedersachsen. Er liegt am Kilometer 224,5 der Bahnstrecke Wanne-Eickel–Hamburg, die auch „Rollbahn“ genannt wird. Der Bahnhof liegt im Ortsteil Kirchweyhe. Das Empfangsgebäude der 1873 eröffneten Station ist ein Backsteinbau und steht unter Denkmalschutz (Siehe auch Liste der Baudenkmale in Weyhe).

## Geschichte
Der Bahnhof wurde am 15. Mai 1873 im Zuge der Inbetriebnahme der Rollbahn eröffnet. Das Bahnhofsgebäude in Klinkerbauweise war im Stil des Historismus gehalten. Die beiden giebelständigen Hauptteile waren zweigeschossig ausgeführt, der traufständige Querbau eineinhalbgeschossig, die angebaute Güterabfertigung eingeschossig. Bedingt durch die Lage an der Rollbahn, der Nähe zu Bremen und dem seit 1915 bestehenden Anschluss zur kreuzenden Bremen-Thedinghauser Eisenbahn, deren Personenzüge allerdings an einem eigenen Bahnhof Kirchweyhe Ort weitab des Staatsbahnhofes hielten, entwickelte sich der Bahnhof 1907 bis 1915 zu einem der größten Güterverschiebebahnhöfe im norddeutschen Raum. Das gleichnamige Bahnbetriebswerk umfasste zwei Ringlokschuppen mit jeweils 24 Stellplätzen, 1919 waren insgesamt 88 Dampflokomotiven hier beheimatet. Die umfangreichen Anlagen der Bahn, bei der etwa die Hälfte der damals 3000 Einwohner zählenden Gemeinde beschäftigt war, waren darüber hinaus ausschlaggebend für den Bau einer Wohnsiedlung zwischen 1919 und 1921. Die Wirtschaftskrise Anfang der 1920er Jahre und neue Rangierbahnhöfe in Hamburg und Bremen ließen die Bedeutung des Verschiebebahnhofs zurückgehen. 1966 wurde er geschlossen. Das Bahnbetriebswerk wurde 1968 aufgelöst, durch die Elektrifizierung der Strecke 1968 war der Unterhalt von Dampflokomotiven nicht mehr nötig. Seit den 1980er Jahren befindet sich auf einem Teil des Geländes die R.B.S. Kirchweyhe Reinigen – Beschichten – Strahlen GmbH, die Kesselwagen untersucht und aufarbeitet. Ein Teil des ehemaligen Nordschuppens ist noch erhalten. Die übrigen Bahnanlagen sind weitgehend zurückgebaut.
1971 wurde das neue Gleisbildstellwerk Kf in Betrieb genommen, das sieben bisherige Stellwerke ablöste.
Das Bahngelände mit dem Empfangsgebäude befindet sich seit 2006 im Besitz der Gemeinde Weyhe. Das Empfangsgebäude wurde bis 2011 aufwendig renoviert. Heute befindet sich u. a. die Volkshochschule des Landkreises Diepholz, ein Kiosk und ein Reisebüro in dem Gebäude. Die Bahnsteige wurden ab Sommer 2012 renoviert und behindertengerecht ausgerüstet.
Im März 2013 geriet die Gemeinde in die Schlagzeilen, nachdem ein junger Mann vor dem Bahnhof zu Tode getreten worden war. Vor dem Bahnhof fand eine Mahnwache von 1000 Bürgerinnen und Bürgern statt.
Im Dezember 2010 wurde der Bahnhof in das neue Netz der Regio-S-Bahn Bremen/Niedersachsen integriert.

## Verkehrsanbindung
Seit dem Fahrplanjahr 2011 wird der Bahnhof Kirchweyhe von folgenden Linien bedient:
| Linie | Linienverlauf | Takt                                                                | Betreiber     |
| ----- | --- | ------------------------------------------------------------------- | ------------- |
| RE 9  | Bremerhaven-Lehe – Bremerhaven Hbf – Osterholz-Scharmbeck – Bremen Hbf – Kirchweyhe – Syke – Bassum – Twistringen – Barnstorf – Diepholz – Lemförde – Bohmte – Osnabrück Hbf Stand: Fahrplanwechsel Dezember 2024 | 120 min 60 min (Bremen–Osnabrück)                                   | DB Regio Nord |
| RS 2  | Bremerhaven-Lehe – Bremerhaven Hbf – Bremerhaven-Wulsdorf – Loxstedt – Lunestedt – Stubben – Lübberstedt – Oldenbüttel – Osterholz-Scharmbeck – Ritterhude – Bremen-Burg – Bremen Hbf – Bremen-Hemelingen – Dreye – Kirchweyhe – Barrien – Syke – Bramstedt (b Syke) – Bassum – Twistringen Stand: Fahrplanwechsel Dezember 2023 | 60 min 30 min (Bremen Hbf–Bremerhaven-Lehe in der HVZ-Lastrichtung) | NordWestBahn  |